# L'Année du soleil calme (film)
Pour le roman, voir L'Année du soleil calme.
Pour plus de détails, voir Fiche technique et Distribution.
L'Année du soleil calme (Rok spokojnego słońca) est un film polonais réalisé par Krzysztof Zanussi, sorti en 1984.

## Fiche technique
- Titre original : Rok spokojnego słońca
- Titre français : L'Année du soleil calme
- Réalisation : Krzysztof Zanussi
- Scénario : Krzysztof Zanussi
- Photographie : Slawomir Idziak
- Musique : Wojciech Kilar
- Production : Michael Böhme, Hartwig Schmidt, Michal Szczerbic et Regina Ziegler
- Pays d'origine : Pologne
- Durée : 110 minutes
- Date de sortie : 1984

## Distribution
- Maja Komorowska : Emilia
- Scott Wilson : Norman
- Hanna Skarzanka : la mère d'Emilia
- Ewa Dalkowska : Stella
- Vadim Glowna : Herman
- Danny Webb : David
- Zbigniew Zapasiewicz : Szary
- Jerzy Stuhr : Adzio
- Janusz Gajos : Moonlighter
- Marek Kondrat : Malutki
- Marek Bargiełowski : le médecin

## Distinctions
- Lion d'or à la mostra de Venise.